# Paspalum tolucense
Paspalum tolucense là một loài thực vật có hoa trong họ Hòa thảo. Loài này được R.Guzmán mô tả khoa học đầu tiên năm 1982.